# Lupin III vs Détective Conan, le film
Lupin III vs Détective Conan, le film (ルパン三世VS名探偵コナン The Movie, Rupan Sansei Bāsasu Meitantei Konan The Movie) est un film d'animation japonais de Hajime Kamegaki sorti en 2013. C'est un crossover des séries Lupin III et Détective Conan. 

## Synopsis
Le chanteur Emilio a reçu des menaces émanant d'un suspect mystérieux.
Conan et la bande à Lupin vont déjouer le plan du suspect et le démasquer.

## Fiche technique
- Titre original : ルパン三世VS名探偵コナン The Movie (Rupan Sansei Bāsasu Meitantei Konan The Movie)
- Titre international : Lupin III vs. Conan
- Titre français : Lupin III vs Détective Conan, le film
- Réalisation : Hajime Kamegaki
- Scénario : Atsushi Maekawa d'après les mangas de Monkey Punch et Gôshô Aoyama
- Musique : Yûji Ohno, Katsuo Ôno
- Production : Takuya Itô, Naoki Iwasa, Michihiko Suwa
- Société de production : Tokyo Movie Shinsha, Double Eagle
- Pays :  Japon
- Langue : japonais
- Format : couleur
- Dates de sortie : 7 décembre 2013

## Distribution
- Kanichi Kurita : Arsène Lupin III
- Minami Takayama : Conan Edogawa
- Wakana Yamazaki : Ran Mouri
- Kiyoshi Kobayashi : Daisuke Jigen
- Megumi Hayashibara : Ai Haibara
- Rikiya Koyama : Kogoro Mouri
- Daisuke Namikawa : Goemon Ishikawa XIII
- Miyuki Sawashiro : Fujiko Mine
- Kōichi Yamadera : Koichi Zenigata
- Kappei Yamaguchi : Kaito Kuroba
- Kenichi Ogata : le Professeur Agasa
- Chafurin : Juzo Megure
- Wataru Takagi : Wataru Takagi
- Ikue Ōtani : Mitsuhiko Tsuburaya
- Yukiko Iwai : Ayumi Yoshida
- Naoko Matsui : Sonoko Suzuki
- Iemasa Kayumi : James Black
- Kazuhiko Inoue : l'inspecteur Shiratori
- Atsuko Yuya (en) : Miwako Sato
- Unshō Ishizuka : Ginzo Nakamori
- Rie Tanaka : Miike
- Yū Sugimoto (en) : Miyamoto
- Hikaru Midorikawa : Keith Dan Stinger
- Miyu Irino : Emilio Baretti
- Tetsuo Kanao (en) : Luciano Carnevale
- Kazuyoshi Miura : « King »